# Мэтьюз, Том
Том Мэтьюз (англ. Thom Mathews; род. 28 ноября 1958, Лос-Анджелес, Калифорния, США) — американский актёр, наиболее известный по главным ролям в фильмах ужасов «Возвращение живых мертвецов» (1985) и «Возвращение живых мертвецов 2» (1985) и по роли Томми Джарвиса в слэшере «Пятница, 13-е: Джейсон жив» (1986).

## Карьера
Том Мэтьюз начал свою актерскую карьеру в начале 1980-х годов в качестве модели и коммерческого актера в телевизионных рекламных роликах для Le Tigre, Sprite и Tostitos. С 1982 по 1984 год Мэтьюз снялся в серии мыльных опер: «Фэлкон Крест» (1982, 1984), «Династия» (1983) и «Бумажные куклы» (1984). В 1984 году Мэтьюз сыграл роль Эрика в романтической комедии «Женщина в красном».
Первую главную роль, парня Фредди, актёр сыграл в культовом фильме 1985 года «Возвращение живых мертвецов». В следующем году Мэтьюз снялся в «Пятнице 13-й части VI: Джейсон жив», будучи третьим актером, изображающего Томми Джарвиса в серии фильмов. В 1987 году он снялся в роли Фрэнсиса Келли в телевизионном фильме «Грязная дюжина: Смертельное задание». В том же году Мэтьюз снялся в фильмах «Искривленный вниз» и «Мистер Президент». В 1988 году он снялся в роли Джоуи в фильме «Возвращение живых мертвецов 2», а также Чармана в Инопланетянка из Лос-Анджелеса. В 1989 году в качестве приглашённого гостя Мэтьюз снялся в эпизоде «Летней сцены CBS».
В 1990 году он изобразил Тима Мёрфи в телевизионном фильме «Рок-Хадсон», Сонни Хильдербранда в телевизионном пилоте «Спортинг-Шанс» и Дэвида в фильме «Полуночное кабаре». В следующем году Мэтьюз снялся в фильмах Кровавый сговор и Прирожденный гонщик, а также на телевидении в сериале «Письма от Моава». В 1992 году он снялся в фильме «Немезида». В 1994 году он изобразил Билла в «Кикбоксер 4: Агрессор» и Дэна Донахью в «В годы жизни». В следующем году Мэтьюз снялся в фантастическом фильме «Человек против киборга». В том же году он принимал участие в эпизоде «Скорой помощи». В 1996 году Мэтьюз снялся в телевизионных фильмах «Убийственная красота» и «Черный ястреб».
В 2017 году Том вновь сыграл роль Томми Джарвиса, на этот раз в компьютерной игре Пятница, 13-е.

### Hammer and Trowel
Актёр является совладельцем частной строительной компании Hammer and Trowel. Оззи Осборн и его жена Шэрон нанимали эту компанию для проектирования и строительства дома, который позже был показан в реалити-шоу канала MTV «Семейка Осборнов».

## Личная жизнь
10 мая 2014 состоялась свадьба Тома Мэтьюза и журналистки Карлы Дженсен в городе Лос-Кабос, в Мексике. Есть сын.
Так же известно, что Мэтьюз дружит с актёром Джорджем Клуни, с которым он познакомился в 80-х.

## Фильмография
| Год       |     | Русское название                    | Оригинальное название                | Роль                             |
| --------- | --- | ----------------------------------- | ------------------------------------ | -------------------------------- |
| 1982—1984 | с   | Фэлкон Крест                        | Falcon Crest                         | Парень в бассейне / Парамедик #1 |
| 1983      | с   | Династия                            | Dynasty                              | Секретарь                        |
| 1984      | с   | Бумажные куклы                      | Paper Dolls                          | Льюис Кросби                     |
| 1984      | ф   | Женщина в красном                   | The Woman in Red                     | Эрик (в титрах не указан)        |
| 1985      | ф   | Возвращение живых мертвецов         | The Return of the Living Dead        | Фредди                           |
| 1986      | ф   | В опасной близости                  | Dangerously Close                    | Брайан Риглетти                  |
| 1986      | ф   | Пятница, 13-е: Джейсон жив          | Friday the 13th Part VI: Jason Lives | Томми Джарвис                    |
| 1986      | тф  | Грязная дюжина: Смертельное задание | The Dirty Dozen: The Deadly Mission  | Фрэнсис Келли                    |
| 1987      | ф   | Искривленный вниз                   | Down Twisted                         | Дамалас                          |
| 1987      | с   | Мистер Президент                    | Mr. President                        | Секретный агент                  |
| 1988      | ф   | Возвращение живых мертвецов 2       | Return of the Living Dead Part II    | Джоуи                            |
| 1988      | ф   | Инопланетянка из Лос-Анджелеса      | Alien from L.A.                      | Чармин                           |
| 1989      | с   |                                     | CBS Summer Playhouse                 | Кэл                              |
| 1990      | тф  | Рок Хадсон                          | Rock Hudson                          | Тим Мёрфи                        |
| 1990      | ф   | Полночное кабаре                    | Midnight Cabaret                     | Дэвид                            |
| 1991      | ф   | Кровавый сговор                     | Bloodmatch                           | Брик Бардо                       |
| 1991      | ф   | Прирожденный гонщик                 | Born to Ride                         | Уиллис                           |
| 1992      | ф   | Немезида                            | Nemesis                              | Марион                           |
| 1994      | ф   | Кикбоксер 4: Агрессор               | Kickboxer 4: The Aggressor           | Билл                             |
| 1995      | ф   | Человек против киборга              | Heatseeker                           | Брэдфорд                         |
| 1995      | с   | Скорая помощь                       | ER                                   | Майкл Мазовик                    |
| 1996      | тф  | Убийственная красота                | If Looks Could Kill                  | Уолтер                           |
| 1996      | тф  | Черный ястреб                       | Raven Hawk                           | Стайлз                           |
| 1997      | ф   | Крутые стволы                       | Mean Guns                            | Кроу                             |
| 1997      | ф   | Миротворец                          | Peacemaker                           | Майор Рич Намбэрс                |
| 1997      | в   | Безумная шестерка                   | Crazy Six                            | Эндрю                            |
| 1998      | ф   |                                     | Sorcerers                            | Граф                             |
| 1998      | кор | Ожидая Вуди                         | Waiting for Woody                    | Посланник на мотоцикле           |
| 2000      | тф  | Взрыв                               | Fail Safe                            | Билли Флинн                      |
| 2001      | ф   |                                     | The Vampire Hunters Club             | Генри Прэтт                      |
| 2009      | ф   | В молодые годы                      | A Letter to Dad                      | Дэн Донахью                      |
| 2017      | ки  | Пятница, 13-е: Игра                 | Friday the 13th: The Game            | Томми Джарвис (голос и образ)    |